# تاکیس فیساس
تاکیس فیساس (یونانی: Τάκης Φύσσας؛ زادهٔ ۱۲ ژوئن ۱۹۷۳) یک بازیکن فوتبال اهل یونان است.
از باشگاه‌هایی که در آن بازی کرده‌است می‌توان به بنفیکا، پاناتینایکوس و باشگاه فوتبال هارت آف میدلوتیان اشاره کرد.
وی همچنین در تیم ملی فوتبال یونان بازی کرده‌است.